# Дисфорија
Дисфорија, дистимија (грч. δύσφορος, од δυσ — тешко, и φέρειν - поднети) блажа је форма депресивног поремећаја који је супротан од еуфорије. Особе које пате од дисфорије ће осетити да ствари нису онакве какве би требало да буду.
Дисфоријом се често у литератури означавају и биполарни поремећаји. Међутим, тачно значење речи дисфорија, како се она понекад примењује, чини је прилично нејасно, а њену употребу често и збуњујућом.
Дисфорију обично карактерише; осећај емоционалне и/или менталне нелагодности (екстремни или продуженог осећања туге, очаја, кривице или безнадежности), узнемиреност, малаксалост и депресија, који утичу на нормалан квалитет живота и/или радну активност.
Манифестације клиничке слике су различите и зависе од узрока који је овај поремећај изазвао. Хронично дисфорично расположење може такође бити фактор у развоју поремећаја исхране, тежег облика депресије, а понекад и разлог злоупотребе дроге и алкохола. Дисфорија која значајно утиче на развој проблема у односу са другим људима, патњу породице и губитак радне способности, захтева стручни третман.

## Етиопатогенеза
Животна преваленца за депресивне поремећаје различита је у различитим студијама и земљама. Процењује се да се преваленца креће измедју 4% и 10% за депресивну епизоду, између 2,5% и 5% за дистимију и у општој популацији између 3,1% и 10,1% (6.9%). Преваленца за депресивну епизоду међу адолесцентима (16 до 17 година) у Великој Британији је 2,6%, али ако се укључе и субсиндромске депресије овај проценат значајно расте на 11,4%.
Подаци из истраживања константно указују да је депресија 1,5 до 2 пута чешће код особа женског пола мада је овај податак међу половима прилично уједначен између 18. и 64. године живота. Многи социоекономски фактори значајно утичу на стопу преваленце, ау истраживањима се најчешће помињу: незапосленост, сиромаштво (припадност нижој социоекономској класи), нижа формална едукација и квалификација, лошији услови живота као и живот у урбаним срединама.
Узроци дисфорије нису увек потпуно јасни и очигледни, јер многи социоекономски фактори значајно утичу на стопу преваленце, тако да овај поремећај захтева пажљиву евалуација и дијагнозу од стране обучених здравствених радника за ментално здравље.
Као могући узроци дисфорије наводе се:
- Комбинација генетичких, хемијских, биолошких, психолошких, социјалних и еколошких фактора вероватно доприноси појави овог поремећаја.
- Дисфорија је често сигнал да су одређени ментални, емоционални и физички аспекти живота „избацили неку особу из унутрашње равнотеже“.
- Хроничне и тешке болести као што су срчане болести или рак такође могу бити праћени дисфоријом.
- Значајне животне промене и велики животни стресори као што су смрт вољене особе или губитак посла може да изазове појаву дисфорије.
- Губитак родног или другог облика идентитета или самопоштовања, менструација, циклична промена годишњег доба итд, могу допринети појави дисфорије.

У одређеним околностима који су укључени у појаву дисфорије, појединац има малу или никакву контролу над њима. Док у другим приликама, дисфорија се јавља када је особе у стању да уочи да они заиста имају избор и да он може довести до промена у њиховим животима.
Људи који су дисфорични могу постати преплављени и исцрпљени симптомима овог поремећаја који могу у потпуности зауставити њихово активно учешће у одређеним свакодневним активностима. Дисфоричне особе се могу изоловати од породице и пријатеља, а код неких особа се могу развити и присилне мисли о смрти или самоубиству.

## Више значења дисфорије

### Родна дисфорија
Родна дисфорија, поремећај родног идентитета, родни несклад или трансродност депресивни је синдром који се јавља код особа које дисфорију доживљавају због незадовољства својим идентитетом (родно/полним) који им је рођењем додељен. То је психијатријска класификација која описује проблеме повезане са транссексуалношћу и трансвестизмом и најчешће је примењивана дијагноза код транссексуалаца.
Особа са родном дисфоријом може патити од анксиозности, несигурности и трајних непријатности изазваних полом у којем је рођена, јер верује да је њен родни идентитет различит од анатомског пола (нпр. мушкарац са родном дисфоријом ће осећати да је женско иако је рођен са мушким телом). Симптоми родне дисфорија обично се почињу у детињству. Нпр. дете може одбијати да носи мушку или женску одећу, или да учествује у мушким или женским играма и активностима. У већем броју случајева, овај облик понашања је нормалан део одрастања, али у случајевима родне дисфорија, овакво понашање наставља се и током детињства све до старијег узраста.
Дисфорију ЛГБТ особе могу доживљавати јако дуго, јер често много година живе у родном идентитету који друштво очекује од њих све док, коначно, њихова „невоља“ не постане неподношљива (изражено депресивна) и они тада пролазе кроз фазу транзиције ка сталном животу у складу са полном улогом која је „удобнија“ за њих. Након што успоставе осећај своје целовитости, ЛГБТ особе су онда боље „оспособљене“ да себи и друштву, пруже пун допринос у свим сферама живота а дисфорија је слабо изражена. Зато многи од оних који живе све време у новом родној улози желе да себе сматрају обичним мушкарцима и женама.

### Биполарни поремећај
Биполарни поремећај је озбиљан здравствени поремећај са високом стопом оболелих и високим степеном смртности. Код оболелих често су присутни субсиндромални симптоми, као и јасно изражено смењивање епизоде маније и депресије (абнормално повишено или снижено расположење), различите учесталости и интензитета. Овај поремећај често прати повећани ризик од самоубистава, као и склоност ка злоупотреби алкохола, дроге и других психоактивних супстанци. Поремећaj је повезан са значајном редукцијом квалитета живота и економским последицама, како по оболелог тако и по друштво (укупни трошкови повезани са овим поремећајем у САД 1991. године износили су 45,1 милијарду долара) .

### Дисфорична манија
Дисфорична манија описана је у Мерковом приручника као; "изражени депресивни симптоми суперпонирани на маничну психозу." Дисфоричну манију карактерише следећа симптоматологија:
- плакање
- поремећај сна
- присилне мисли и психомоторни немир (ментална и/или физичка узнемиреност)
- суицидалне идеје (стална опседнутост мислима о самоубиству)
- заблуде прогона (доживљај прогањања без икаквог разлога)
- аудитивне (слушне) халуцинације (погрешна интерпретација звучних сигнала)
- неодлучност и збуњеност (проблеми у доношењу одлука, па исте доноси заједно са другима).

### Дисфорична депресија
Дисфорична депресија је облик дисфорије коју многи означавају се као о мешовити облик депресивног поремећаја који се састоји од "хипоманичних симптома или хипертимичних својстава и великих депресивна епизода ретардације" У основи, то значи да се карактеристике хипоманије или хиперактивност дешавају током депресије која пацијента чини успореним или равнодушним. Симптоми укључују:
- раздражљивост (лако се наљуте)
- упоран говор супротан успореном размишљању
- екстремни умор
- слободно плутајућа анксиозност
- напади панике
- упорна несаница (озбиљних потешкоће у спавању)
- повећање либида
- изглед сличан глуми са изразима депресивних патњи (мелодраматичне у депресивном осећају).

### Предменструална дисфорија
Предменструална дисфорија или предменструални дисфорични поремећај (ПМДП) је тежи облик предменструалног синдрома у жена, повезан са лутеалном фазом менструалног циклуса (после овулације). С обзиром да су симптоми ПМДП блиско повезани са менструалним циклусом - и углавном се јављају само код жена које имају овулацију - наводи на закључак да су полни хормони важан фактор у етиологији овог облика дисфорије.
ПМДП према истраживањима, 75% до 85% жена у репродуктивном добу осећа благе до умерене, физичке и емоционалне потешкоће у периоду који претходи менструацији, али свега 3% до 8% жена има озбиљне сметње које се могу сврстати у дијагностичке критеријуме за предменструални дисфорични поремећај. Поједини истраживачи сматрају да су тегобе код 10% до 15% жена толико интензивне да захтевају помоћ лекара. Старост жена у којој се поремећај обично јавља су двадесете до средње тридесете године, а интензитет симптома се смањује са старошћу.
ПМДП се скоро подједнако јавља код жена широм света, иако већина истраживања спроведена код жена у Европи и Сједињеним Америчким Државама, наводи на закључак како симптоми нису културолошки специфични, иако се поједине сметње јављају чешће у појединим културама. Тако на пример, жене из азије Кине и Јапана наводе чешћу појаву соматских сметњи него емоционалних тегоба у предменструалном периоду.

## Терапија
Велики број истраживања показао је да су у лечењу дисфорије антидепресиви ефикаснији од плацеба, док су бројне мета-анализе доказале већу ефикасност трициклика, ССРИ (флуоксетин, сертралин), МАО, РИМА у лечењу дисфорије.
Лечење дисфорије, у принципу, заснива се на истим поставкама као и лечење акутне депресивне епизоде. Све групе антидепресива које су до сада коришћене у лечењу дисфорије показале су ефикасност (трициклични антидепресиви, ССРИ, АД нове генерације - миртазапин, венлафлаксин, бупропион, моклобемид).
Важни параметри лечење (дужина лечења, дозе, стопа одговора на терапију антидепресивима) упоредиви су са оним код депресивне епизоде (АПА, 2002). Тако је нпр. позитивни одговор код дистимије на ТЦА, ССРИ и моклобемид 2 до 3,75 пута већи у односу на плацебо.
Антидепресиви новије генерације, захваљујући бољој подношљивости (мање изражена нежељена дејстава) и већој безбедности примене имају предност у терапији дисфорије.